# Boknafjorden
De Boknafjorden of Boknafjord is een fjord in de Noorse provincie Noorse provincie Rogaland. De fjord ligt tussen de steden Stavanger en Haugesund en domineert het centrale deel van de provincie. Het grootste deel van de fjord bevindt zich op grondgebied van de gemeenten Kvitsøy, Stavanger, Tysvær, Bokn en Karmøy. Er zijn tientallen kleinere fjorden die van het hoofdgedeelte van de fjord aftakken en de meeste gemeenten in de provincie bereiken. Op zijn langst reikt de Boknafjord ongeveer 96 kilometer naar het vasteland op het binnenste punt van de Hylsfjorden. Andere vertakkingen zijn bijvoorbeeld de Saudafjord, Sandsfjord, Vindafjord, Hervikfjord, Førresfjord, Erfjord, Jøsenfjord in het noordelijk deel en de Horgefjord, Årdalsfjord, Idsefjord, Høgsfjord, Lysefjord en Gandsfjord in het zuidelijk deel.
De uitgestrekte fjord is vrij breed (bij de inhamsopening aan de Noorse Zee meer dan 20 kilometer) en er liggen veel eilanden tussen zijn kusten, waarvan sommige vrij groot zijn. Enkele van de opmerkelijke eilanden zijn Vestre Bokn, Kvitsøy, Rennesøy, Ombo, Finnøy, Mosterøy en de Sjernarøyane archipel.
Onder de Horgefjord die Stavanger scheidt van het district Ryfylke ligt sinds 2019 de Ryfylketunnel. De tunnel is onderdeel van het traject van de Noorse Nationale weg 13 die Stavanger verbindt met Sogndalsfjøra in Vestland. De tunnel is bij opening met zijn lengte van 14,4 kilometer 's werelds langste en met een diepste punt op 293 meter onder de waterspiegel 's werelds diepste onderzeese wegtunnel. Beide records worden in de jaren 2030 gebroken bij de indienstname van het Rogfast project, een tunnel onder de monding van de Boknafjorden zelf, een twintigtal kilometer meer westwaarts gelegen.